# Брагино (Чусовской городской округ)
Брагино — деревня в Пермском крае России. Входит в Чусовской городской округ.

## География
Деревня находится в восточной части края, в таёжной зоне, на берегах реки Усолки (приток Чусовой), на расстоянии приблизительно 37 километров (по прямой) к западу-юго-западу (WSW) от города Чусового, административного центра района.
Абсолютная высота — 135 метров над уровнем моря.

## История
Известна с 1647 года.
С 2004 до 2019 года деревня входила в состав ныне упразднённого Никифоровского сельского поселения Чусовского муниципального района.

## Население
| 2010 | 2021 |
| ---- | ---- |
| 4    | ↘1   |

Половой состав
По данным Всероссийской переписи населения 2010 года в половой структуре населения мужчины составляли 50 %, женщины — соответственно также 50 %.
Национальный состав
Согласно результатам переписи 2002 года, в национальной структуре населения русские составляли 100 % из 4 чел.

## Инфраструктура
Личное подсобное хозяйство.
К северо-западу от деревни находится памятник «70 лет Пермской нефти».

## Транспорт
Возле деревни проходит автодорога Северный широтный коридор.

## Климат
Климат характеризуется как умеренно континентальный. Средняя многолетняя температура самого холодного месяца (января) составляет −16°С, температура самого тёплого (июля) — 17°С. Среднегодовое количество осадков — 500−700 мм. Снежный покров держится в среднем 170 дней. Вегетационный период продолжается в течение 118 дней.